# Escut d'Almacelles
L'escut oficial d'Almacelles té el següent blasonament:
Escut caironat truncat: al 1r de sinople, la clamor d'Almacelles en forma de faixa d'argent ressaltada d'una mà contrapalmellada de porpra; i al 2n d'or, 4 pals de gules. Per timbre una corona de vila.

## Història
Va ser aprovat el 16 de gener del 2004.
La mà és el senyal parlant referent a la part central del nom de la vila. Al darrere s'hi representa la clamor d'Almacelles, el riu que passa per la població. Almacelles, que pertanyia a la ciutat de Lleida, després de la seva destrucció el 1640 durant la Guerra dels Segadors fou declarada propietat del patrimoni reial i repoblada a partir de 1773; els quatre pals de l'escut de Catalunya recorden el lligam de la vila amb la Corona.